# Ekängen, Linköpings kommun
Ekängen är en tätort i Linköpings kommun vid sjön Roxen i Rystads socken. 

## Historia
Området bestod fram till början av 1900-talet av torp och små gårdar. Åren 1912-1914, under egnahemsrörelsen, såldes de första tomterna vid utgården Stensätter. Under 1920 och 1930-talen fick Linköpings välbärgade upp ögonen för Ekängen och många större sommarvillor uppfördes under denna tid. Med tiden ökade intresset för permanentboende i Ekängen. Efter att området flyttats från Åkerbo landskommun till Linköpings kommun 1971 började man arbeta med planlösningar för Ekängen. Området har sedan dess fått ett stadigt ökande invånarantal. 2003 startades en grundskola i Ekängen, Ekängsskolan. 2013 stod ytterligare en grundskola klar, Bärstadskolan. Bärstadskolan inrymmer årskurs FK till Åk 1. Annandag påsk 2012 invigde biskop Martin Modéus kyrkan S:t Martin i Ekängen . 

### Befolkningsutveckling
| Befolkningsutvecklingen i Ekängen, Linköpings kommun 1995–2020 | Befolkningsutvecklingen i Ekängen, Linköpings kommun 1995–2020 | Befolkningsutvecklingen i Ekängen, Linköpings kommun 1995–2020 | Befolkningsutvecklingen i Ekängen, Linköpings kommun 1995–2020 | Befolkningsutvecklingen i Ekängen, Linköpings kommun 1995–2020 |
| -------------------------------------------------------------- | -------------------------------------------------------------- | -------------------------------------------------------------- | -------------------------------------------------------------- | -------------------------------------------------------------- |
|                                                                |                                                                |                                                                |                                                                |                                                                |
| År                                                             |                                                                |                                                                | Folkmängd                                                      | Areal (ha)                                                     |
| 1990                                                           | 1990                                                           |                                                                | 345                                                            | 70#                                                            |
| 1995                                                           | 1995                                                           |                                                                | 388                                                            | 65                                                             |
| 2000                                                           | 2000                                                           |                                                                | 587                                                            | 68                                                             |
| 2005                                                           | 2005                                                           |                                                                | 1 100                                                          | 96                                                             |
| 2010                                                           | 2010                                                           |                                                                | 2 037                                                          | 139                                                            |
| 2015                                                           | 2015                                                           |                                                                | 2 485                                                          | 186                                                            |
| 2020                                                           | 2020                                                           |                                                                | 2 698                                                          | 177                                                            |
| Anm.: Ny tätort 1995 # Som småort.                             |                                                                |                                                                |                                                                |                                                                |